# Inarijská sámština
Inarijská sámština (anarâškielâ, finsky inarinsaame) je východosámský jazyk z ugrofinské větve uralských jazyků. Mluví jí asi 300 lidí ve finské obci Inari, z nichž většina je středního nebo staršího věku. Je také jediným sámským jazykem, kterým se mluví výhradně na území Finska. Řadí se mezi silně ohrožené jazyky.

## Abeceda
Abeceda inarijské sámštiny byla oficiálně vytvořena v roce 1996 a má 29 písmen:
| Velká písmena |     |   |   |   |   |   |   |   |   |   |   |   |   |   |   |   |   |   |   |   |   |   |   |   |   |   |   |   |   |     |
| A             | (Â) | B | C | Č | D | Đ | E | F | G | H | I | J | K | L | M | N | Ŋ | O | P | R | S | Š | T | U | V | Y | Z | Ž | Ä | (Á) |
| Malá písmena  |     |   |   |   |   |   |   |   |   |   |   |   |   |   |   |   |   |   |   |   |   |   |   |   |   |   |   |   |   |     |
| a             | (â) | b | c | č | d | đ | e | f | g | h | i | j | k | l | m | n | ŋ | o | p | r | s | š | t | u | v | y | z | ž | ä | (á) |

Písmena â, q, w, x, å, á a ö se také používají, avšak jen v cizích slovech.

## Příklady

### Číslovky
| Inarijská sámština | Česky |
| ohtâ               | jeden |
| kyehti             | dva   |
| kulmâ              | tři   |
| nelji              | čtyři |
| vittâ              | pět   |
| kuttâ              | šest  |
| čiččâm             | sedm  |
| käävci             | osm   |
| oovce              | devět |
| love               | deset |